# Castrul roman de la Tirighina-Barboși
Săpăturile efectuate în anii 1959—1962 pe înălțimea Tirighina de la Bărboși, de lângă Galați, aproape de vărsarea Siretului în Dunăre, au scos la lumină un castellum roman, construit, probabil, pe locul unde se găsea la început o cetățuie dacică, întărită cu un val de pământ.
Complexul arheologic de la Tirighina-Bărboși se întinde pe aproximativ 10 hectare și cuprinde vestigii ale unui castru roman, un castellum de pământ, două necropole romane, dintre care una tumulară, trei depozite de amfore, așezarea civilă din șesul Siretului și vestigiile locuirii romane din zona de vest a cartierului gălățean Dunărea.
Cronicarul Miron Costin menționează fortificația în Cartea pentru descălecatul dintăiu a Țării Moldovii, capitolul V, cu numele de Gherghina / Gherghena . Se poate observa similaritatea sufixului -ghina în denumirile Tirighina și Gherghina. Castrul este menționat de Dimitrie Cantemir astfel: „Nu departe de aici, la gura dinspre răsărit a Siretului, se văd ruinele unei cetăți foarte vechi, numită astăzi de locuitori Gherghina. Că această cetate a fost zidită pe vremea lui Traian se poate dovedi cu monezile dezgropate din dărâmături, ca și cu o lespede de marmură în care stă săpat: IMP. CAESARI DIV. FILIO NERVAE. TRAIANO. AGVSTO. GERM. DACICO. PONT. MAX. FEL. B. DICT. XVI. IMP. VI. CONS. VII. P. P. CALPVRINIO PVBLIO. MARCO. C. AVRELIO. RVFO.”
Arheologul Vasile Pârvan precizează că pe teritoriul fortificației au fost descoperite monede datând din perioada împăraților romani Traian, Antoninus Pius și Filip Arabul .

Planul castrului realizat în jurul anului 1913 de Vasile Pârvan

Fortificația de la vărsarea Siretului în Dunăre a fost abandonată la sfârșitul secolului al III-lea. În timp, elemente din zidăria ei au fost folosite la înălțarea altor edificii în orașul Galați, unele fiind folosite chiar la cetatea Brăilei. Când, între anii 1643-1647, în timpul domniei lui Vasile Lupu, s-a construit Biserica Precista, cu hramul Adormirea Maicii Domnului, cel mai vechi monument istoric din orașul Galați, s-a folosit piatră masivă și cărămidă din castrul roman de la Tirighina - Bărboși. În prezent, pe promontoriul de la Tirighina – Barboși se mai vede la suprafața solului doar colțul sud-estic al castrului roman precum și resturi ale fundațiilor pe laturile de nord și vest. Promontoriul de la Tirighina și versanții de la vest de acesta, care se află la 300 m N de gara Barboși, au fost înscrise pe Lista Monumentelor Istorice și poartă codul GL-I-s-A-02971.
În Legea nr. 5 din 6 martie 2000, privind aprobarea Planului de amenajare a teritoriului național - Secțiunea a III-a - zone protejate, la puntul g)16. este înscris Castrul și așezarea civilă de la Municipiul Galați - Tirighina Bărboși. Legea prevede, între altele, că nerespectarea măsurilor specifice de conservare și de protejare a zonelor protejate atrage, potrivit legii, răspunderea civilă, contravențională sau penală, după caz.
Peste Complexul arheologic de la Tirighina-Bărboși se suprapune și o rezervație paleontologică, denumită Punctul Fosilifer Barboși-Tirighina, cu o suprafață de 1 ha. În depozitele fosilifere de la Bărboși au fost identificate noi specii de fosile.
În apropiere de castrul de la Tirighina-Barboși a fost descoperit un mormânt roman tumular de incinerație.
A fost descoperit și un mormânt care conținea, între altele, o fibulă de aur cu greutatea de 21 g, având capetele în formă de bulb de ceapă, ușor proeminente. Suprafața exterioară a fibulei este gravată cu o suită de forme geometrice rectangulare, în care sunt orânduite simetric câte patru sau două puncte. Pe cantul arcului portagrafei se află incizată o inscripție cu litere latine "INNOCENS".
Situl arheologic Tirighina-Barboși din Galați este restaurat pentru a putea fi vizitat. În zonă se construiesc o alee de acces, o parcare, un muzeu și un amfiteatru pentru evenimente în aer liber. Situl cuprinde un castru roman de la începutul primului mileniu, ridicat peste o veche așezare dacică.